# Bert Bolins klimatföreläsning
Bert Bolins klimatföreläsning  grundades 2008 av Naturvetenskapliga fakulteten vid Stockholms universitet för att hedra professor Bert Bolin efter hans bortgång 2007. Varje år inbjuds en framstående klimatforskare till Stockholm för att hålla en populärvetenskaplig föreläsning och ett vetenskapsseminarium vid Bolin Center for Climate Research.
- 2023 —  Professor Trude Storelvmo, The big unknown in future Climate projections
- 2022 —  Professor Hans Joosten, The Great Rewetting: why we must stop draining peatlands – worldwide and as fast as possible
- 2021 —  Professor Emeritus William F Ruddiman, For how long have humans affected the climate?
- 2020 — Professor Roberto Buizza, Climate Change: How can we motivate transformation?
- 2019 — Professor Maureen E. Raymo,  Climate, CO2 and Sea Level: Past, Present and Future
- 2018 — Professor Veerabhadran Ramanathan,  Bending the Curve: Climate Change Solutions
- 2017 —  Dr. Thomas Cronin,  Biological response to climate change: What would Bolin say?
- 2016 — Sir Brian Hoskins,  The Challenge of Climate Change: How large is it and can we meet it?
- 2015 — Professor Ulrike Lohmann, Uncertainties in climate projections related to clouds and aerosols
- 2014 — Professor Corinne Le Quéré, The role of the carbon cycle in regulating climate
- 2013 — Professor Warren M. Washington, Future Development of Climate and Earth System Models for Scientific and Policy Use
- 2012 — Professor Sherilyn Fritz, The climate during the past 10,000 years
- 2011 — Professor. Ralph Keeling, Rising Carbon Dioxide: A Never Ending Story
- 2010 — Professor Robert J. Charlson, Do We Know Enough to Go Ahead with Control of Greenhouse Gas Emissions?
- 2009 — Professor Venkatachalam “Ram” Ramaswamy, Dissecting the Roles of Aerosols and Greenhouse Gases in Climate Change
- 2008 — Professor Susan Solomon,  Linkages between Ozone Depletion and Climate Change